# Ernst Friedrich Versmann

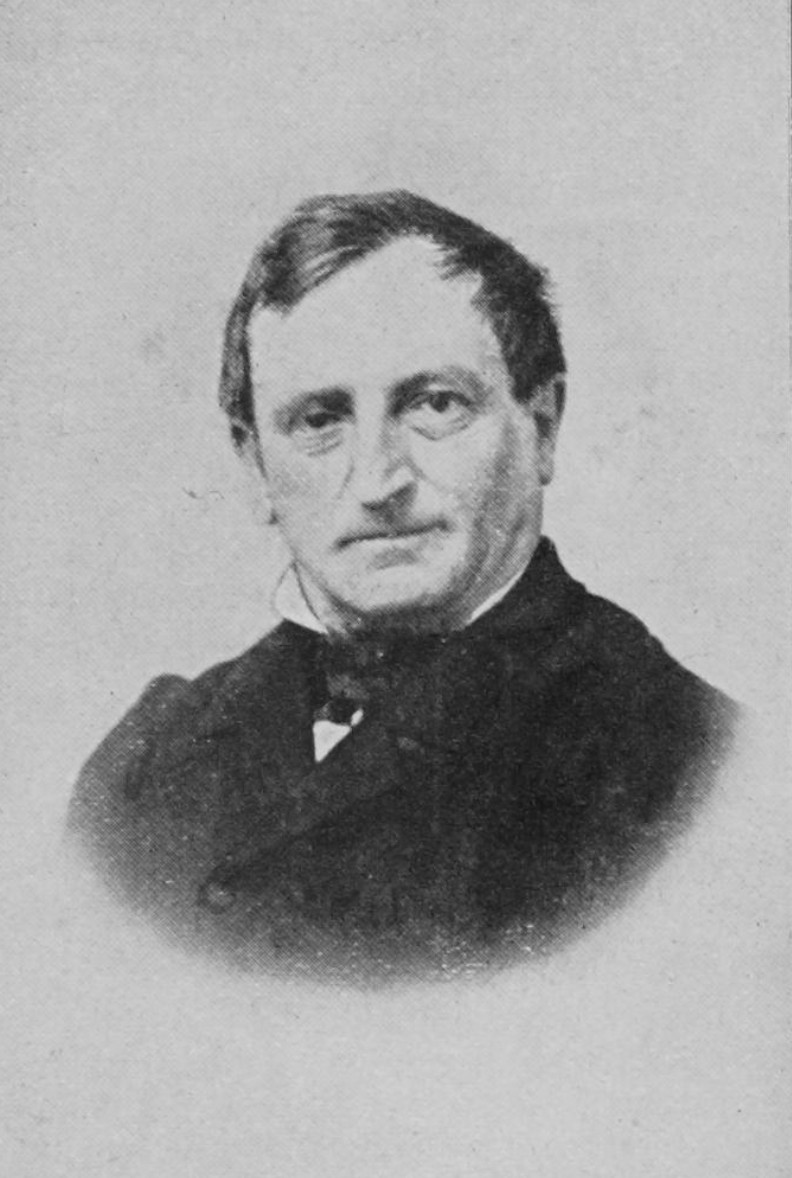
Ernst Friedrich Versmann

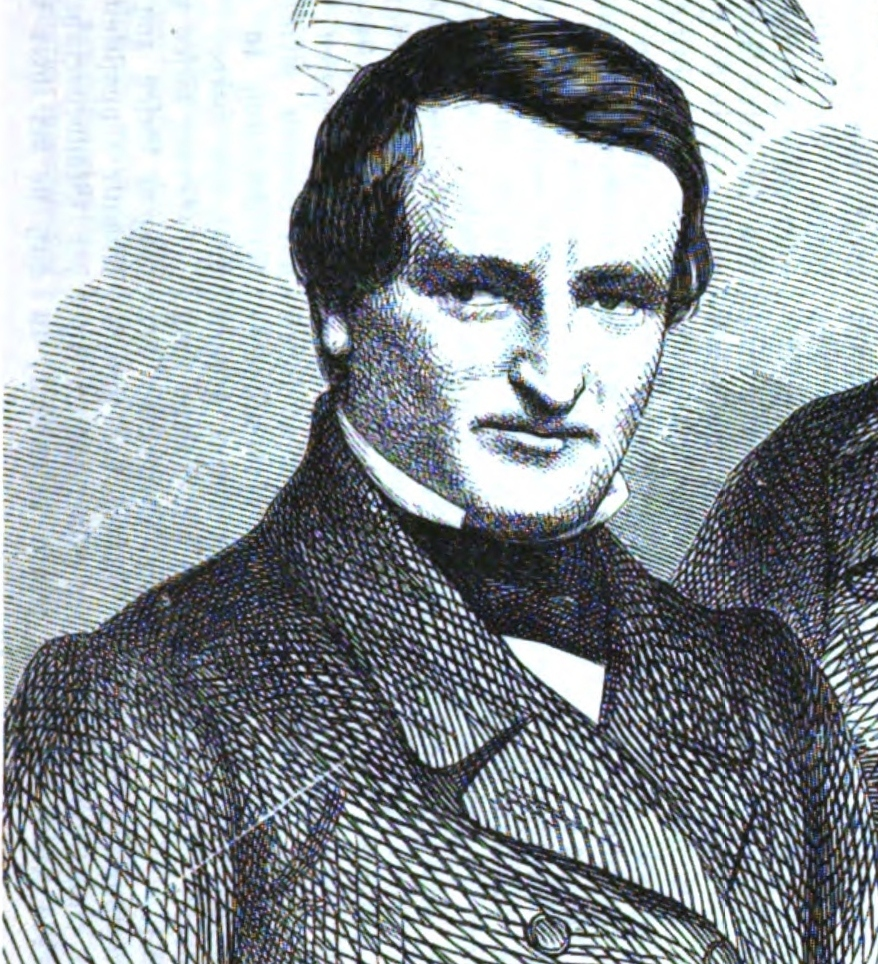
Ernst Friedrich Versmann, 1863

Ernst Friedrich Versmann (* 14. Juli 1814 in Tönning; † 2. August 1873) war ein deutscher evangelischer Theologe.

## Leben
Ernst Friedrich Versmann wurde als Sohn eines Mediziners am 14. Juli 1814 in Tönning geboren und von Hauslehrern vorgebildet. Anschließend besuchte er die Gelehrtenschule in Rendsburg und bezog 1833 die Universität Kiel zum Theologiestudium; später wechselte er zu jener in Berlin. Sein theologisches Amtsexamen bestand er 1838 auf Schloss Gottorf. Anschließend tätigte er sich als Hauslehrer, bis er am 2. August 1840 Diakon in Itzehoe wurde. Nachdem er diese Tätigkeit acht Jahre lang ausgeführt hatte, wurde er zum Archidiakon befördert. Als Feldprediger der schleswig-holsteinischen Armee war er seit 1850 tätig. In diesem und im Folgejahr war er auch Mitglied der Landesversammlung. In den Jahren 1854, 1861 und 1863 war er Vertreter der Geistlichkeit im 2. Wahldistrikt in der Holsteinischen Ständeversammlung. Als zu dieser Zeit die dänische Regierung in Schleswig-Holstein wieder an die Macht kam, wurden sehr viele Geistliche ihres Amtes enthoben. Versmann hingegen konnte seine Stellung fortführen. Ihm wurde sogar am 13. Juni 1858 angeboten, sich der Wahl zum Hauptpastor zu stellen, was für ihn selber sehr überraschend kam, doch willigte er ein und wurde schließlich bestätigt. Obwohl er bereits 1857 Propst zu Münsterdorf wurde, trat er diese Stelle erst am 22. März 1864 tatsächlich an. Nach Berlin schickte man Versmann 1867, wo er dem Kultusministerium beitreten sollte und auch Oberkonsistorialrat werden, zugleich blieb er aber auch Propst. Am 2. August 1873 starb er nach längerer Krankheit im Alter von 59 Jahren an einem Herzinfarkt.
Versmann hatte mehrere Zeitschriften herausgegeben und bearbeitet.

## Werke
- Wie kann einer in das Reich Gottes kommen? In einer Auslegung von Ev. Joh. 3, 1–21 beantwortet (1839)
- Zur Erinnerung an die Confirmation. Mitgabe an Confirmanden (1852)
- Das Leben Jesu. Zwölf Betrachtungen (1865)
- Timm Thode. Mittheilungen aus seinen letzten Lebensjahren (1868)
- Die zehn Gebote, nebst der Erklärung Dr. Luther’s ausgelegt (1870)
- Das Haus. Zwölf Betrachtungen (Kiel 1874)
- Hausthüren und Herzensthüren (1874)
- Christliches Festbüchlein (1876)